# Paul Cain
Paul Cain, född 16 juni 1929 i Garland, Texas, död 12 februari 2019, var en amerikansk kristen predikant, som påbörjade sin verksamhet under 1950-talet. Han bodde under senare år i Kalifornien, USA.

## Historia
Cain föddes i Garland, Texas 1929. Hans mor Anna var svårt sjuk i cancer, tuberkulos och andra sjukdomar och läkarna trodde inte att hon skulle överleva förlossningen. Till läkarnas förvåning överlevde både mor och son förlossningen och modern blev samtidigt fullständigt helad. Cains förklaring till detta är familjens böner samt en vision som hans mamma hade fått lite tidigare. Den visionen var ett besök av en ängel som förklarade att sonen skulle få namnet Paul och bli predikant.
Cain började predika som 18-åring, vilket gjorde honom till den yngste i den religiösa rörelse som nu kommit att kallas Voice of Healing-väckelsen och som hade sin höjdpunkt under 1940- och 1950-talet, främst ledda av pingstpredikanter. Mötena var i stora tält, så som var brukligt med andra predikanter på den tiden, till exempel Billy Graham, Oral Roberts och Jack Coe. Hans kännetecken var att han kallade upp ett antal personer från publiken och profeterade detaljerat in i deras liv. Chuck Smith som grundade Calvary Chapel var Cains kampanjchef under slutet av 1950-talet. Cain turnerade runt världen och han blev rik och berömd. Cain lämnade rörelsen efter att ha blivit "prövad av Herren" angående vissa predikanters beteende. Han menade att rörelsen börjat som något fint, men nu slutat i girighet.

## Comeback
Cain kom sedan tillbaka som en av Kansasprofeterna 1987 och blev sedan involverad i John Wimbers Vineyard-rörelse.
När Cain kom tillbaka hade många av de tidigare helande-predikanterna dragit sig tillbaka, William M Branham och Asa A Allen hade avlidit och Oral Roberts hade trappat ner på verksamheten i pensionsåldern. Han reste runt världen och predikade evangeliet och betonade nödvändigheten för kyrkan att vända tillbaka till renhet och helighet.

## Avskedstagande
2005 publicerade Paul Cain ett meddelande på sin hemsida, att han nu skulle träda tillbaka från sin tjänst som predikant. Anledningen till detta var att han länge haft problem med alkoholism och homosexualitet.